# Richard Greenfort
Rikard Greenfort (født Hansen 7. februar 1923, død 31. marts 2013) var en dansk atlet medlem af FIF Hillerød (1940-1944), Helsingør IF (1945) og AIK 95 (1946-).
Greenfort deltog i finalen ved EM i Oslo 1946, hor han opnåede en syvende plads. Han vandt ti DM; på to på 3000 meter forhindring, på tre 5000 meter, på fire 10.000 meter og et i cross, hvilket også indebar at han vandt Kongepokalen. Han nåede 12 landskampe.
Rikard Greenfort var lillebror til 400 meter-løberen Knud Greenfort.

## Internationale mesterskaber
- 1946 EM 5000 meter 7. plads 14,46,0

## Danske mesterskaber
- Bronze 1953 10,000 meter 32,03,6
- Bronze 1952 10,000 meter 31,58,0
- Guld 1951 10,000 meter 31,27,4
- Bronze 1951 5000 meter 15,12,6
- Guld 1950 10,000 meter 32,55,4
- Sølv 1950 5000 meter 15,09,4
- Guld 1949 3000 meter forhindring 9,35,2
- Guld 1949 8km cross 23,33
- Guld 1948 5000 meter 14,40,4
- Guld 1948 10,000 meter 31,40,2
- Guld 1947 5000 meter 14,43,6
- Guld 1947 10,000 meter 31,46,0
- Guld 1947 3000 meter forhindring 9,34,6
- Guld 1946 5000 meter 14,48,6
- Bronze 1945 1500 meter 3,57,6
- Bronze 1945 cross
- Guld 1945 cross -hold
- Bronze 1944 1500 meter 3,59,6

## Personlige rekorder
- 2000 meter: 5,27,6 1947
- 3000 meter: 8,26,8 1947
- 5000 meter: 14,40,4 1948